# عین‌آباد (زرندیه)
عین‌آباد روستایی است از توابع بخش خرقان شهرستان زرندیه در استان مرکزی ایران.

## جمعیت
این روستا در دهستان دوزج قرار دارد و براساس سرشماری مرکز آمار ایران در سال ۱۳۸۵، جمعیت آن ۱۷۴ نفر (۶۶ خانوار) است.